# Beizen
Unter Beizen versteht man im technischen Bereich die Behandlung fester Körper zur Veränderung der Oberfläche mithilfe einer Beize oder eines Beizmittels. 
Je nach Zusammenhang und Fachgebiet können dabei ganz unterschiedliche Vorgänge gemeint sein. Gemeinsam ist ihnen, dass das Beizmittel entweder in die Oberfläche einzieht oder chemisch mit dieser reagiert und dass dabei zwar starke optische Veränderungen eintreten können, aber in der Regel keine Beschichtung auf dem Werkstück gebildet wird.
Eine Beizung kann u. a. zum Schutz der Oberfläche gegen Oxidation (bei Metall) oder Schimmel (bei Holz und Geweben) dienen, aber auch zur Färbung der Oberfläche. 
Ein Abbeizmittel ist meist eine Lauge, die zum Ablösen von Farbschichten verwendet wird.

## Metall- und Kunststoffbearbeitung
Bei Metall- und Kunststoffoberflächen geschieht das Beizen in der Hauptsache durch ein Anätzen mittels aggressiver Chemikalien, meist Säuren oder Laugen. 
Eine Sparbeize ist eine starke Säure zum Reinigen von Metalloberflächen. 
Der Vorgang wird auch in der Galvanotechnik eingesetzt, um aufgetragene Metallschichten zu entfernen oder um eine oxidfreie Oberfläche zu bekommen. Oft wird der Vorgang durch elektrischen Strom unterstützt (Elektrolyse).

### Beizen von Eisenwerkstoffen
Einen wichtigen Prozessschritt stellt das Beizen bei der Herstellung kaltgewalzter Stahlbänder dar.
Zweck ist es, den durch den Warmwalzprozess an der Oberfläche entstandenen festen Abbrand, den sogenannten Zunder, zu entfernen. Es gibt zwei Arten von Beizanlagen: Durchlaufbeize und Schubbeize.
In der Durchlaufbeize wird das üblicherweise in Coils aufgewickelte Band abgewickelt, gerichtet, das Ende des vorherigen sowie der Anfang des neuen Bands nach einem Schnitt zu einem „endlosen“ Band verschweißt und durch Salzsäure- oder Schwefelsäurebäder gefördert.
In einer Schubbeize werden die Coils einzeln nacheinander abgewickelt, durch die Anlage geschoben und aufgewickelt.
Der Schwefelsäureprozess bedarf wegen eines selektiven Zunderangriffs einer mechanischen Vorbehandlung, die in der Regel aus einem Streckbiegerichten mit einem Streckgrad von bis zu 2,5 % besteht. Der Schwefelsäureprozess wird meist nur in integrierten Hüttenwerken betrieben, die in Kopplung mit der Koksherstellung über eine Schwefelsäureherstellung verfügen (Steinkohle enthält Schwefel).
Nach dem Beizen werden die Stahlbänder in einer Wasserkaskade gespült und in der Regel alkalisiert, d. h., sie werden in eine alkalische Lösung (z. B. Natronlauge (NaOH)) getaucht, um die Säure zu neutralisieren, sodass keine Säurereste mehr an der Oberfläche anhaften. Säurereste würden die Bänder unweigerlich korrodieren lassen. Beizen birgt zudem die Gefahr der Wasserstoffversprödung des Stahls.
Vor dem Aufwickeln des fertiggebeizten Bandes besteht die Möglichkeit, die Oberfläche einzuölen und die Bandkanten zu besäumen ("beschneiden").

### Beizen von Aluminium
Beizen von Aluminium dient oft der Vorbehandlung für Klebeverbindungen, die auf eloxiertem oder walzblankem Aluminium nur eine geringere Haftung entwickeln. Wie kaltgewalzte Stahlbänder wird auch aufgewickeltes Aluminiumblech in der Durchlaufbeize behandelt. Der Beizprozess verwendet z. B. eine Mischung aus 27,5 Gew.-% konzentrierter Schwefelsäure und 7,5 Gew.-% Natriumdichromat (Na2Cr2O7 · 2H2O) sowie als Rest (65 Gew.-%) Wasser. Ein etwas einfacherer und ungiftigerer Prozess zum Beizen von Aluminium für Klebeverbindungen ist die Verwendung von Natronlauge.
Je nachdem, ob das Aluminium-Endprodukt im Baubereich oder als Nahrungsmittel verwendet wird, können unterschiedliche Chemikalien eingesetzt werden.
In der Galvanotechnik wird Aluminium auch mit einer Mischung aus Salpetersäure und Flusssäure gebeizt. Die Behandlung mit Flusssäure, die in Deutschland rechtlichen Einschränkungen unterliegt, dient der Herauslösung von Silicium, das sich beim Herstellungsprozess in das Aluminium mischt und sich nicht galvanisch beschichten lässt. 
Die Beizzeiten betragen einige Sekunden bis wenige Minuten. Beim Durchlaufbeizen wird das Aluminiumband beiderseits mit der Chemikalie besprüht und anschließend gesäubert.

### Beizen anderer Metalle
Das Beizen von Kupfer, Bronze, Messing, Tombak oder Rotguss mittels Chromsäuremischungen wird auch als Brennen oder Gelbbrennen bezeichnet.
Gelbbeizen für Goldlegierungen
1 Teil konzentrierte Salpetersäure, 1 Teil konzentrierte Schwefelsäure, 1 Teil dest. Wasser. Das Gemisch wird auf 80 °C erwärmt. Bei der Anwendung lösen sich Kupfer und seine Oxide sowie Teile des Silbers in der Legierung. Es entsteht ein satter gelber Farbton.
In der Galvanotechnik kommen diverse stromlose und stromunterstützte Beizverfahren zum Einsatz. Der Grund ist meist die Aktivierung des Grundmetalls für die weitere Beschichtung. Diese Aktivierungen sind für jedes Grundmetall und jede Legierung unterschiedlich. Oft können schon kleine Unterschiede der Legierungsbestandteile unterschiedliche Beizverfahren erfordern.

## Textilverarbeitung
Beizenfarbstoffen werden auf zuvor mit Metallsalzen gebeizte Gewebe aufgebracht.